# Nicklas Højlund
Nicklas Wier Højlund (født 6. marts 1990) er en dansk tidligere fodboldspiller, som spillede for Lyngby Boldklub til 2015.
Han var udtaget til U21 EM 2011 i Danmark.
Højlund kom som drengespiller fra barndomsklubben Skjold Birkerød.